# Dragutin Dimitrović
Dragutin Dimitrović (Zagreb, 2. srpnja 1949. - 24. ožujka 2012.) je bivši hrvatski političar. Obnašao je dužnost tajnika središnjeg odbora (sekretara Centralnog komiteta) SKH. Diplomirao je i magistrirao je elektrotehniku u Splitu.
Od 1983. do 1986. obnašao je dužnost direktora podružnice PTT-a u Splitu. Nakon toga otišao je u Zagreb, gdje je bio sekretarom Predsjedništva CK SKH sve do 1989. godine.
Svoju je veliku ulogu u hrvatskoj povijesti pokazao u prvim godinama predraspadnog razdoblja u SFRJ. Uoči posljednjeg republičkog partijskog kongresa i svojeg odlaska s dužnosti, Drago Dimitrović se kao tajnik ("sekretar") Predsjedništva Saveza komunista Hrvatske izborio, zajedno s istomišljenicima, za povijesnu odluku o raspisivanju demokratskih izbora u Hrvatskoj, a Celestin Sardelić, član Predsjedništva Centralnog komiteta Saveza komunista Hrvatske, bio je jedan od vođa reformske struje koji je iste godine prekinuo tzv. "hrvatsku šutnju" u odnosu na Miloševićeva nastojanja. Njihovu politiku je kasnije prihvatio i Ivica Račan. Valja navesti da je Račan bio kandidat za kojeg je Dimitrović bio lobirao i kojeg je odvratio od nauma odustajanja od utrke za predsjednika CK SKH; protukandidat je bio Ivo Družić. Odluka o raspisivanju demokratskih izbora donesena je do početka 12. kongresa SKH. Predložili su ju Dragutin Dimitrović i Stanko Stojčević, a poduprlo ju je još 5 (Mirjana Poček-Matić, Mladen Žuvela, Celestin Sardelić i još dvoje) od 11 članova predsjedništva SKH.
Na mjestu tajnika CK SKH Dimitrovića je naslijedio Boris Malada.
Ljeti 1990. napustio je Split i odselio u Zagreb, nakon razgovora s ondašnjim splitskim gradonačelnikom Onesinom Cvitanom u prisutnosti Jurja Buzolića; u to je vrijeme dobio otkaz u splitskoj Pošti. Također su mu odnosi s ostatkom vodstva splitskog ogranka SKH-SDP došli na lošiju rzainu, tako da je bio u kontaktu s malobrojnima. Nepoželjnost je bila tolika da su mu u Splitu branili javno nastupati u predizbornoj utrci 1990. godine.
U osamostaljenoj se Hrvatskoj neko vrijeme prestao baviti politikom te okrenuo privatnom poslovanju. Aktivirao se 1993. godine, kad je postao članom Akcije socijaldemokrata Hrvatske u kojoj je bio do 1997. godine. Od 1998. članom je Udruge za promicanje demokracije “Miko Tripalo".
2009. odlikovan je Redom hrvatskog pletera za osobit doprinos razvitku i ugledu Republike Hrvatske i dobrobiti njezinih građana.